# Muga de Sayago
Muga de Sayago es un municipio y localidad española de la provincia de Zamora, en la comunidad autónoma de Castilla y León.

## Toponimia
En Muga de Sayago y los cercanos topónimos Muga de Alba, Mogátar, Mogadouro (ya en Portugal) pervive una antigua raíz, para la que Coromines describe una múltiple base protovasca mūga, mŏga, būga, bŏga ('mojón': límite entre dos términos). Extrañamente desgajado de su territorio de implantación principal en el Pirineo, este término reaparece en Zamora y en el norte de Portugal, como indica Riesco Chueca. Se registra también un paraje de Valdemuga, en Cunquilla de Vidriales.
La tradición local relaciona Muga con muda o traslado, en cuanto que el actual emplazamiento del pueblo se formó en época antigua tras el abandono, por causas de una epidemia, de varios poblados del entorno.

## Historia
Los núcleos de cuarcita achelenses encontrados en el término nos permiten afirmar la residencia del hombre Paleolítico por estos pagos, mientras que del Neolítico quedan morteros de granito y hachas.
Posteriormente, de época romana se han encontrado tégulas, fragmentos de doliums, sigillata, tapaderas de piedra para ollas cinerarias, un sarcófago (actualmente abrevadero en la Fuente Nueva), una estela, o topónimos como Laguna El Legío, Pila del Curtidor (lugar de posible paso de la calzada que provenía de Muga a enlazar con la del norte de Cibanal que pasaba por las casas de Pelazas) y El Villar, en el que se hallan restos de un antiguo lagar excavado en la roca. La tradición también suele atribuir a los romanos la construcción de La Fuente del Toral, magníficamente conservada, con bóveda de cañón y tejado a dos aguas, si bien este punto no está del todo claro, ya que puede serlo en origen, pero habría sufrido modificaciones posteriormente.
Ya en la Edad Media, Muga formó parte del proceso de repoblación que emprendieron los reyes de León y que pudo consolidar su carácter definitivo. En este sentido, el término de muga o moga aparece en distintos puntos del norte de España, asociado a nombres fronterizos y cuyo significado equivale a frontera o límite.
Su historia también está ligada a la iglesia desde el siglo XV, ya que ésta tuvo un señorío en las dehesas de Fernandiel y Sobradillo de las Garzas, antiguos lugares con sus respectivas parroquias que posteriormente terminaron siendo despoblados, y que a finales del siglo XIX fueron adquiridos por el pueblo debido al proceso de la Desamortización.
En el siglo XVII, Muga sufrió las consecuencias de ser zona fronteriza en la Guerra de Restauración portuguesa, llegando a ser saqueada por las tropas del país vecino.
Perteneció a la cuadrilla de Bermillo, que era una de las cuatro en que se dividía el antiguo partido de Sayago dentro de la jurisdicción de la ciudad de Zamora. 
Con la creación de las actuales provincias en 1833, Muga de Sayago quedó adscrita a la provincia de Zamora, dentro de la Región Leonesa, la cual, como todas las regiones españolas de la época, carecía de competencias administrativas o ejecutivas, teniendo un mero carácter clasificatorio. Tras la constitución de 1978, y la diversa normativa que la desarrolla, Muga pasó a formar parte en 1983 de la comunidad autónoma de Castilla y León, en tanto municipio adscrito a la provincia de Zamora.

## Geografía humana

### Demografía
Cuenta con una población de 317 habitantes (INE 2024).
| Gráfica de evolución demográfica de Muga de Sayago entre 1842 y 2021                                                  |
| |
| Población de derecho según los censos de población del INE. Población de hecho según los censos de población del INE. |

## Símbolos
El escudo heráldico y la bandera del municipio de Muga de Sayago fueron aprobados mediante resolución de 23 de diciembre de 1998, de la Diputación de Zamora, quedando blasonados de la siguiente forma:

Escudo: Partido y entado en punta 1.º de gules pendón de plata. 2.ºde plata libro abierto de gules cargado de tintero con pluma de ave, todo de platas en punta de azur flor de lis de plata. Al timbre, corona real cerrada.
Bandera: Rectangular, de proporciones 2:3, formada por dos franjas verticales iguales, blanca junto al asta y azul con flor lis blanca al batiente.

## Administración y política
| Elecciones municipales de 2003 |       |         |            |
| Partido                        | Votos | %       | Concejales |
| PSOE                           | 164   | 44,44 % | 4          |
| PP                             | 120   | 32,52 % | 2          |
| PREPAL                         | 81    | 21,95 % | 1          |
| Blanco                         | 4     | 1,08 %  | -          |
| Nulos                          | 5     | -       | -          |

| Elecciones municipales de 2007 |       |         |            |                             |
| Partido                        | Votos | %       | Concejales | Crecimiento · Decrecimiento |
| PSOE                           | 195   | 63,31 % | 5          | 1                           |
| PP                             | 77    | 25 %    | 2          |                             |
| ADEIZA-UPZ                     | 23    | 7,47 %  | 0          |                             |
| PREPAL                         | 9     | 2,92 %  | 0          | 1                           |
| Blanco                         | 4     | 1,3 %   | -          |                             |
| Nulos                          | 11    | -       | -          |                             |

| Elecciones municipales de 2011 |       |         |            |                             |
| Partido                        | Votos | %       | Concejales | Crecimiento · Decrecimiento |
| PSOE                           | 145   | 49,83 % | 4          | 1                           |
| PP                             | 142   | 48,80 % | 3          | 1                           |
| Blanco                         | 4     | 1,37 %  | -          |                             |
| Nulos                          | 13    | -       | -          |                             |

| Elecciones municipales de 2015 |       |         |            |                             |
| Partido                        | Votos | %       | Concejales | Crecimiento · Decrecimiento |
| PP                             | 152   | 53,71 % | 4          | 1                           |
| PSOE                           | 128   | 45,23 % | 3          | 1                           |
| Blanco                         | 3     | 1,06 %  | -          |                             |
| Nulos                          | 4     | -       | -          |                             |

| Elecciones municipales de 2019 |       |         |            |                             |
| Partido                        | Votos | %       | Concejales | Crecimiento · Decrecimiento |
| PP                             | 180   | 66,67 % | 5          | 1                           |
| PSOE                           | 87    | 32,22 % | 2          | 1                           |
| Blanco                         | 3     | 1,11 %  | -          |                             |
| Nulos                          | 3     | -       | -          |                             |

## Cultura

### Patrimonio
Muga conserva la iglesia parroquial actual y llegaron a existir hasta cinco ermitas: la de San Miguel, la del Bendito Cristo o del Humilladero, la de San Ildefonso, la de San Miguel de las Garzas y la de Nuestra Señora de Fernandiel, además de un buen número de cruces de piedra.

#### Iglesia de San Vicente Mártir
En origen de estilo románico, aunque muy reformada a lo largo de los siglos. Cuenta con un acceso porticado, en el que abre un gran arco de medio punto. En su interior conserva algunas tallas del siglo XVII.

#### Ermita de Fernandiel

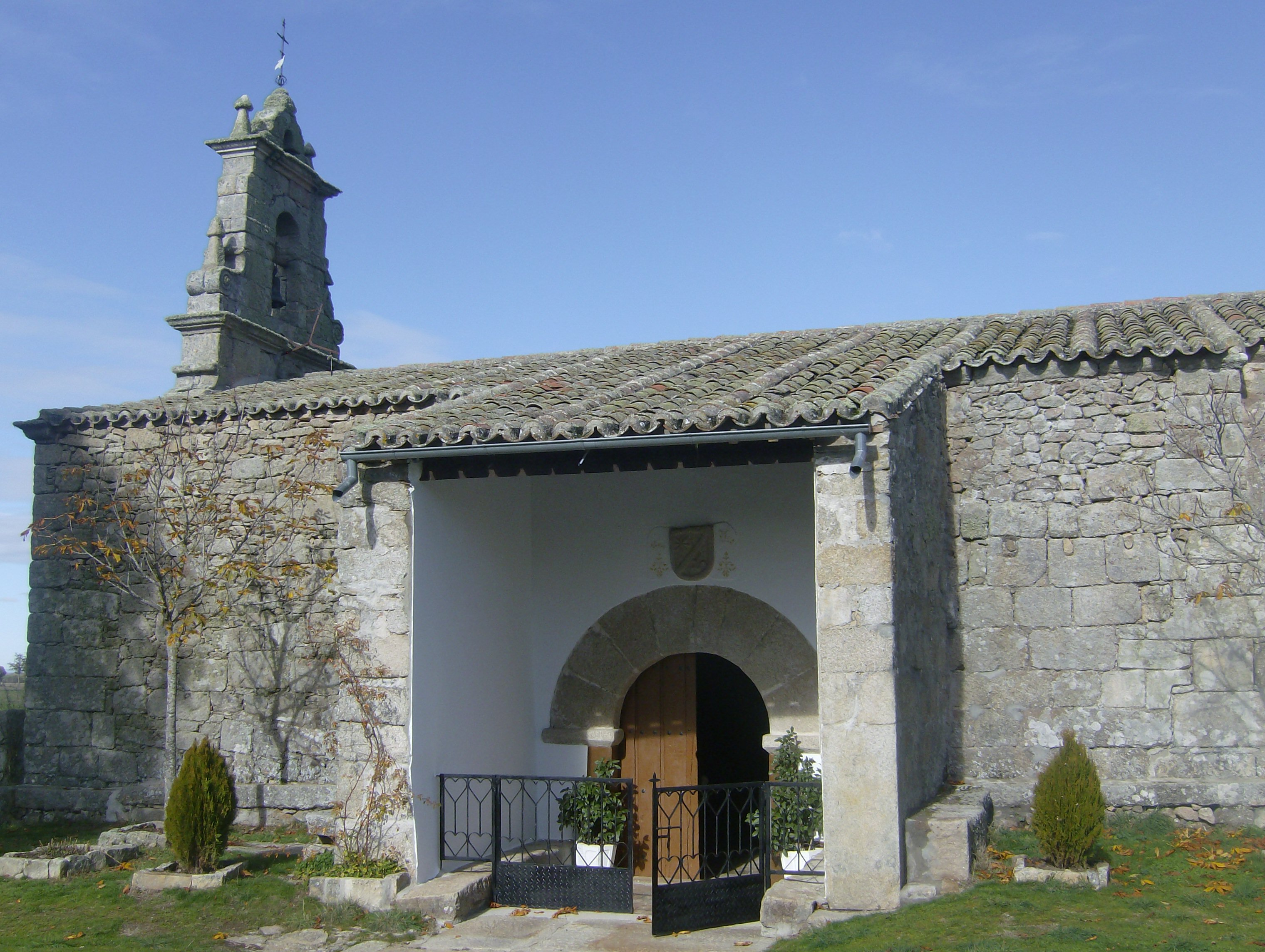
Fachada sur
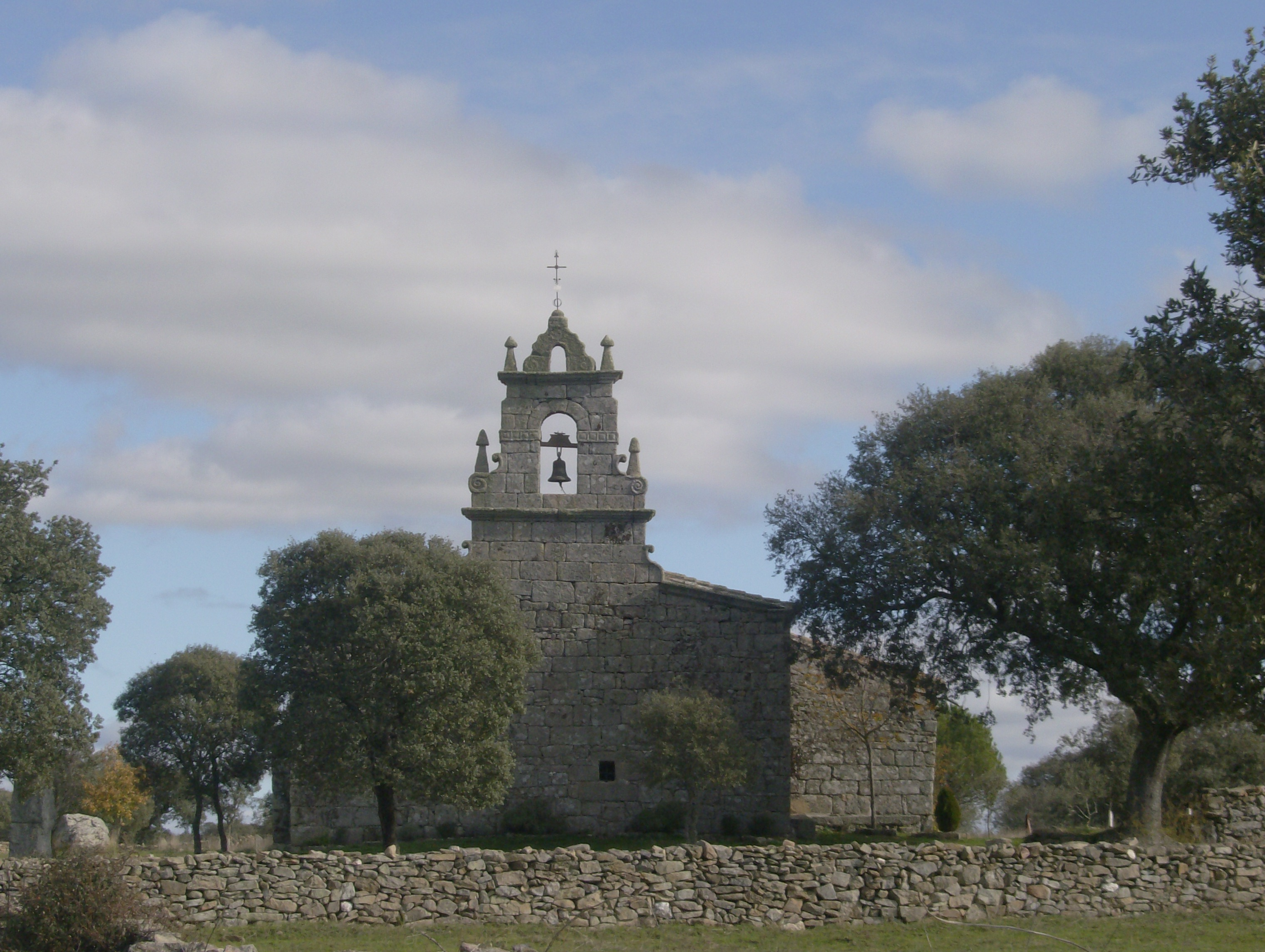
Espadaña
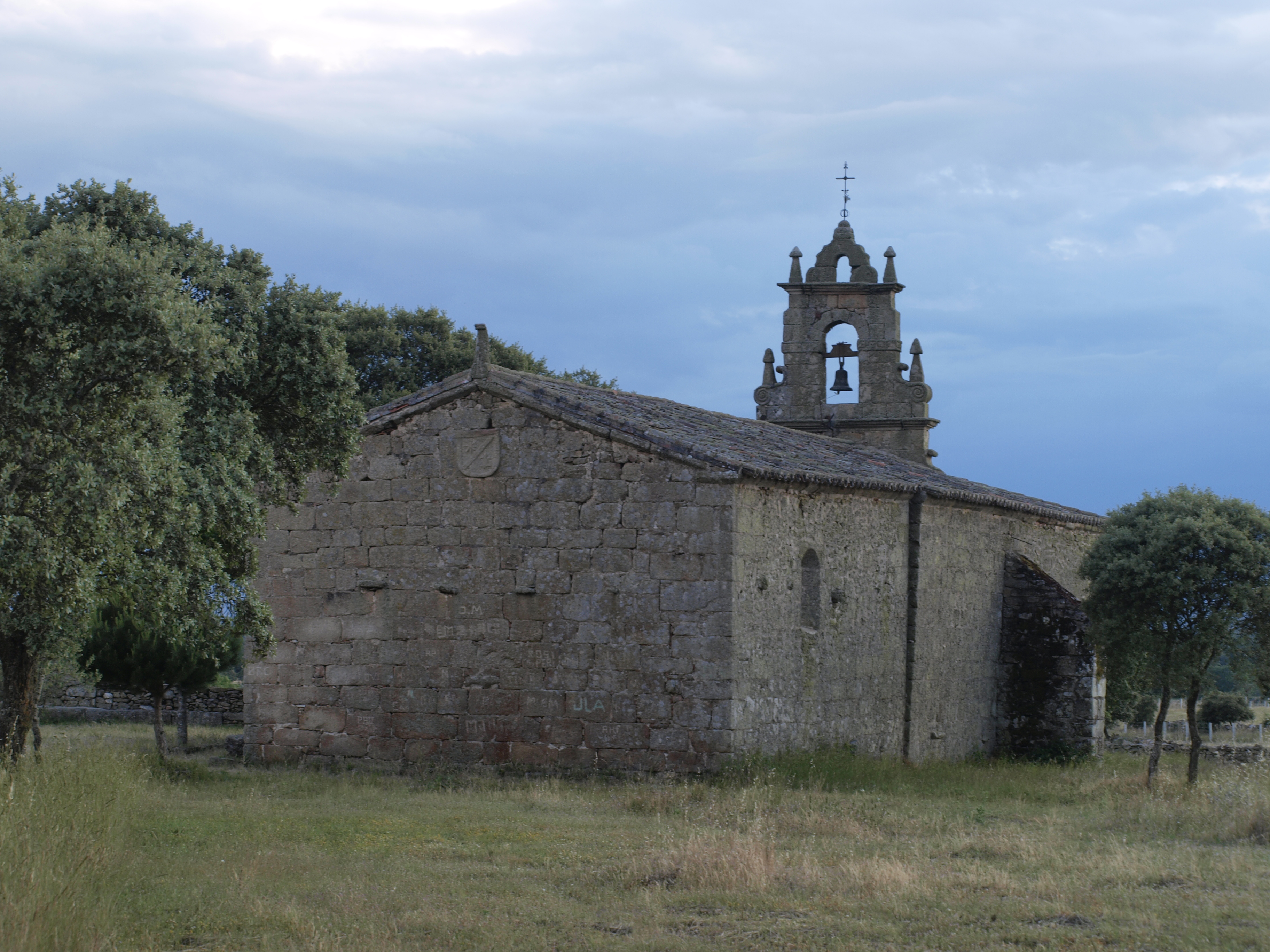
Fachada
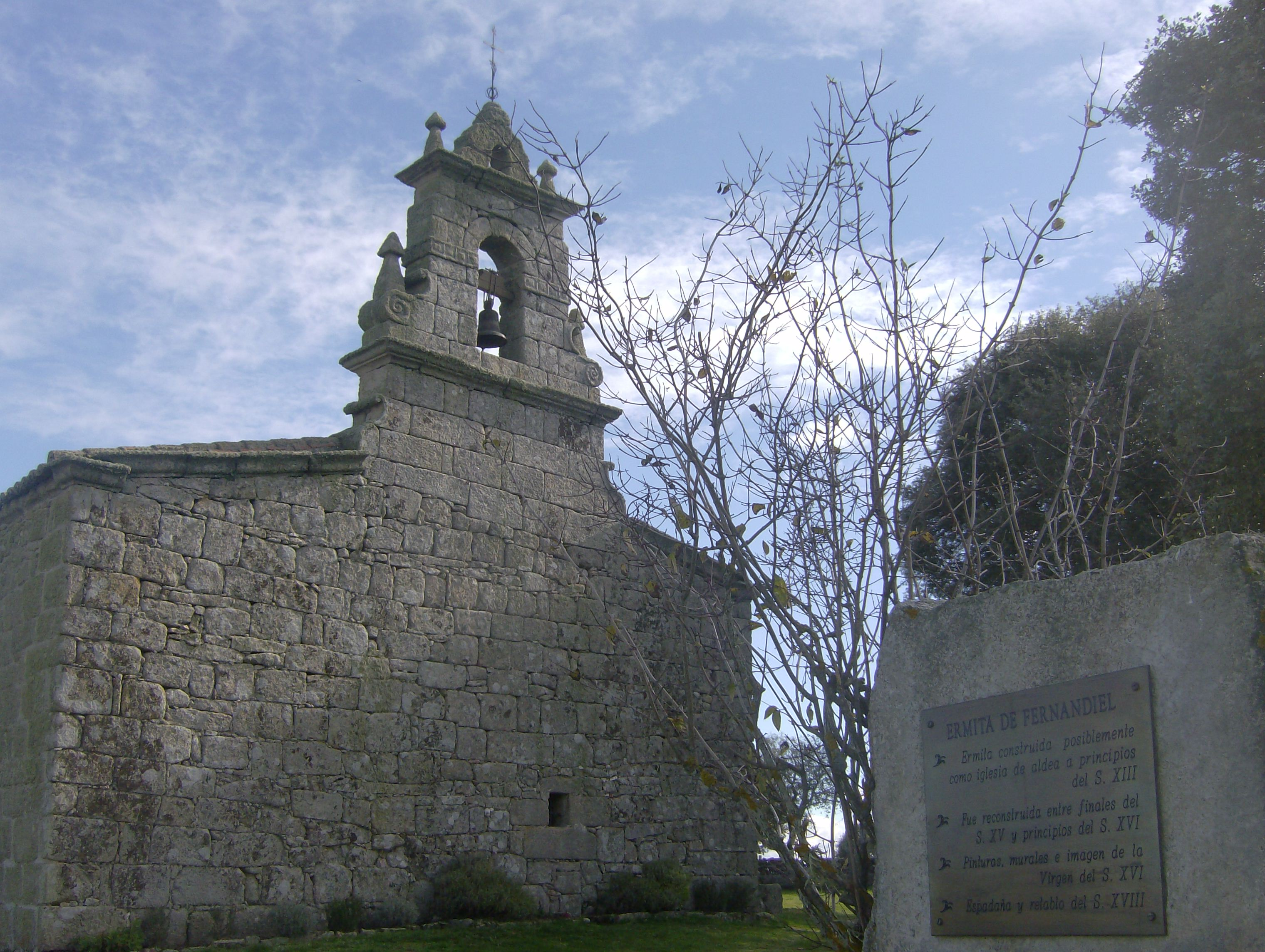
Fachada oeste de la
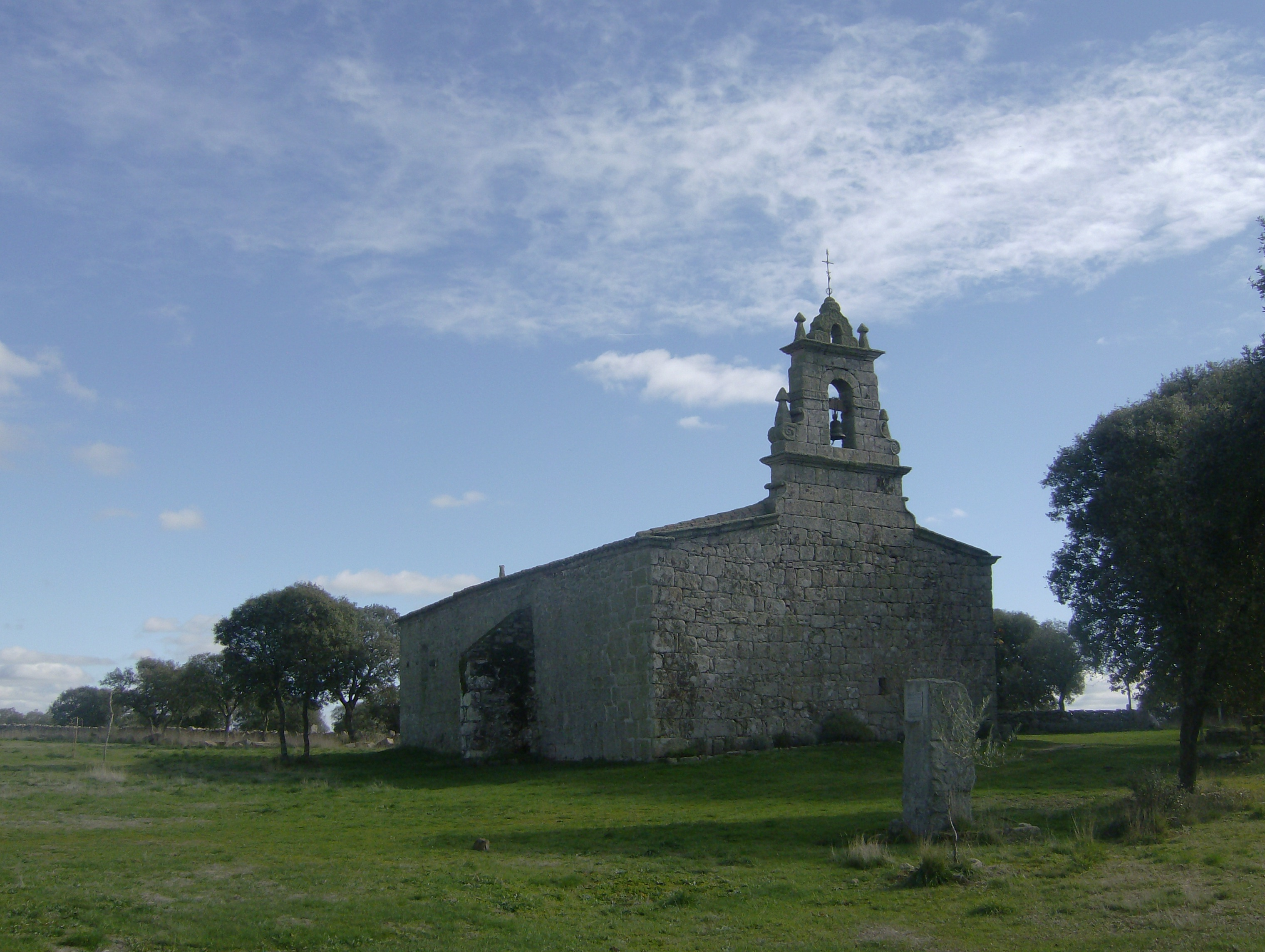
Ermita de Fernandiel

Historia de la ermita
En la Alta Edad Media fue parroquia de un lugar habitado, la dehesa de Fernandiel, propiedad del Cabildo Catedralicio de Zamora. Debido a cuestiones históricas o económicas este lugar se despobló, mientras que la iglesia, deseosa de controlar mejor la situación, concentró su poder en unas determinadas parroquias dotadas de mejores medios, usándolas como matriz y llevando desde allí los demás lugares en categoría de anejos. La historia de Fernandiel llega a su último capítulo cuando la dehesa es adquirida por los vecinos de Muga de Sayago, en la segunda década del siglo XX, una vez que ya se habían hecho con los terrenos de la dehesa vecina, la de Sobradillo de las Garzas. Dicha ermita pues, pertenece hoy al Concejo de Muga.
La construcción
La ermita, de pequeño tamaño, tiene planta rectangular y en su interior se distinguen la cabecera recta y de menor anchura que la nave, apreciándose en el conjunto tres tramos separados por dos arcos levemente apuntados. Está orientada según el sol y la espadaña se sitúa a poniente mientras que sólo dispone de una única portada dotada de porche y situada en el muro sur. Encontramos en el interior una serie de pinturas murales pertenecientes a mediados del siglo XVI. En ellas parecen distinguirse las obras de dos autores puesto que las del presbiterio son más cultas, están más elaboradas, mientras que las restantes dan la sensación de ser más populares.
La imagen de Nuestra Señora de Fernandiel
Fue realizada en 1568 por un escultor apellidado Falcote. Por los datos de que se dispone podría deducirse que hubo otra imagen anterior, cuyo paradero hoy se desconoce.
La romería del lunes de Pascua
El lunes de Pascua de Resurrección el pueblo acude en procesión a recoger a la virgen de la Asunción para llevarla a la iglesia parroquial. Por la mañana sale la procesión de la iglesia precedida por el pendón blanco, sobre el que los quintos han colocado por la mañana temprano un ramo verde de cornicabra, como aquí se llama la rusca. Detrás caminan los que portan la virgen del Amor Hermoso (o Virgen de las Mozas) encima de las andas y los devotos cantando canciones a la virgen.
Al llegar a la ermita se hace misa. Y al terminar los asistentes comen en los alrededores, reunidos con la familia, con los amigos o con los vecinos. La comida típica del lunes de Pascua es la tortilla, el chorizo gordo, el hornazo y de postre la leche frita.
Bien comidos y bebidos, se baila la jota, el charro y el agarrao al son de la flauta y el tamboril y si el tiempo acompaña juegan niños y mayores a juegos tradicionales como el soga-tira, la comba o el pañuelo. Al toque de 'la campanina' todos vuelven a la ermita: sale la procesión con la virgen de la Asunción y la de las Mozas hacia el pueblo. El pendón vuelve por delante, luego la cruz de Fernandiel y la pendonica verde y roja, más atrás la virgen de la Asunción y por último la de las Mozas. Se reza el rosario por el camino y al llegar a la iglesia parroquial del pueblo se canta la salve con devoción.

#### Cruceros
Existen numerosas cruces pétreas en este municipio, las encontraremos en casi todos los caminos, siendo algunas de ellas de especial belleza. De ellas destacan la situada en dirección a la ermita de Fernandiel, otra en la ruta hacia Villar del Buey y, en especial por su belleza, el crucero instalado en la plazuela de la Iglesia. De este último hay que destacar la gran originalidad en su diseño, formada por una columna cilíndrica rematada en pedestal sobre el que se encuentran cuatro volutas caladas que, a su vez, sujetan una minúscula columna sobre la que se apoya la delgada cruz del remate. Esta, a pesar de carecer de iconografía, ha de ser considerada como un ejemplar de especial interés.

### Deporte

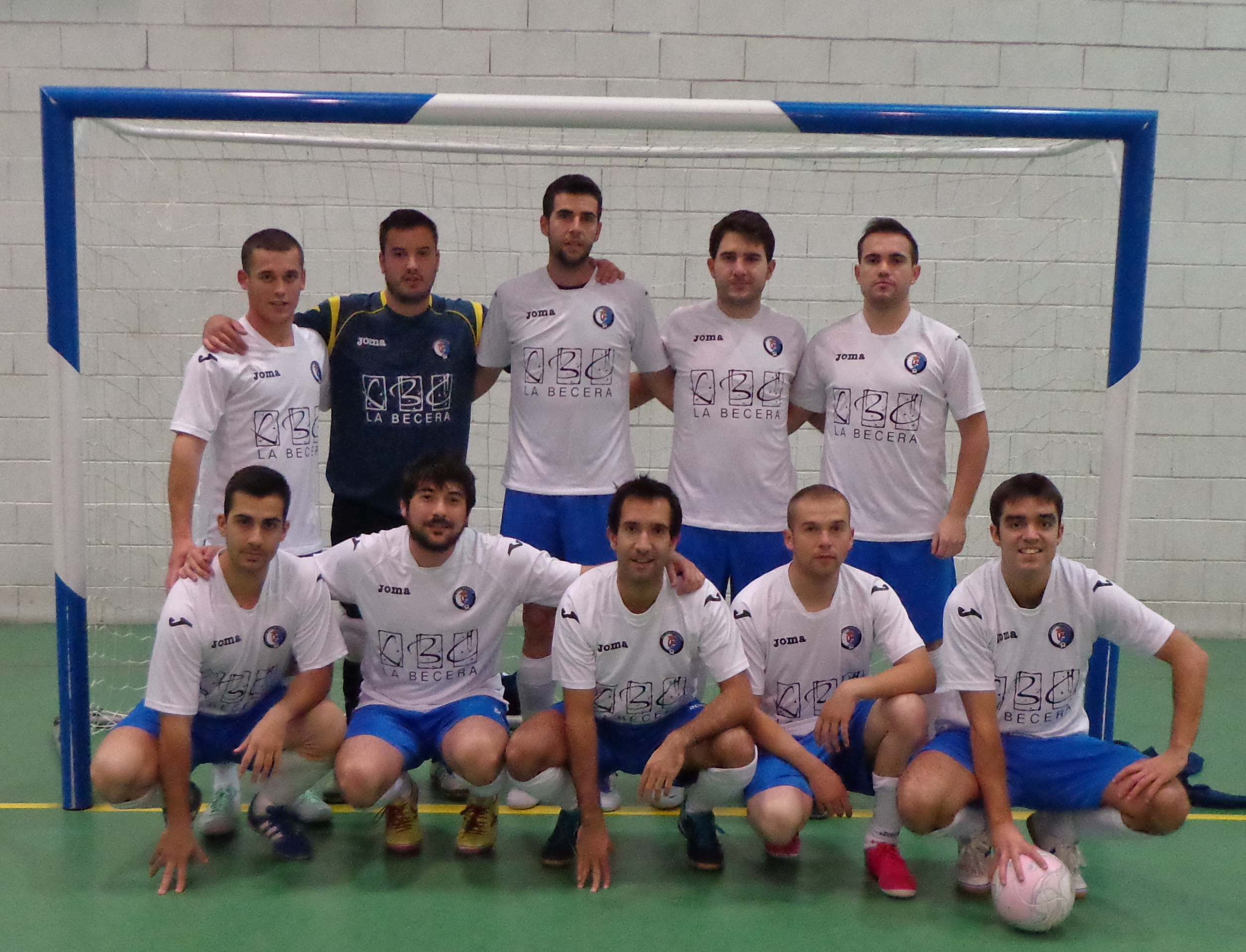
CD Muga de Sayago

El Club Deportivo Muga de Sayago es un equipo de fútbol sala que compite contra otros equipos de la provincia.